# Pholeomyia aequatoralis
Pholeomyia aequatoralis är en tvåvingeart som beskrevs av Seguy 1934. Pholeomyia aequatoralis ingår i släktet Pholeomyia och familjen sprickflugor.
Artens utbredningsområde är Ecuador. Inga underarter finns listade i Catalogue of Life.